# 蓮花宮

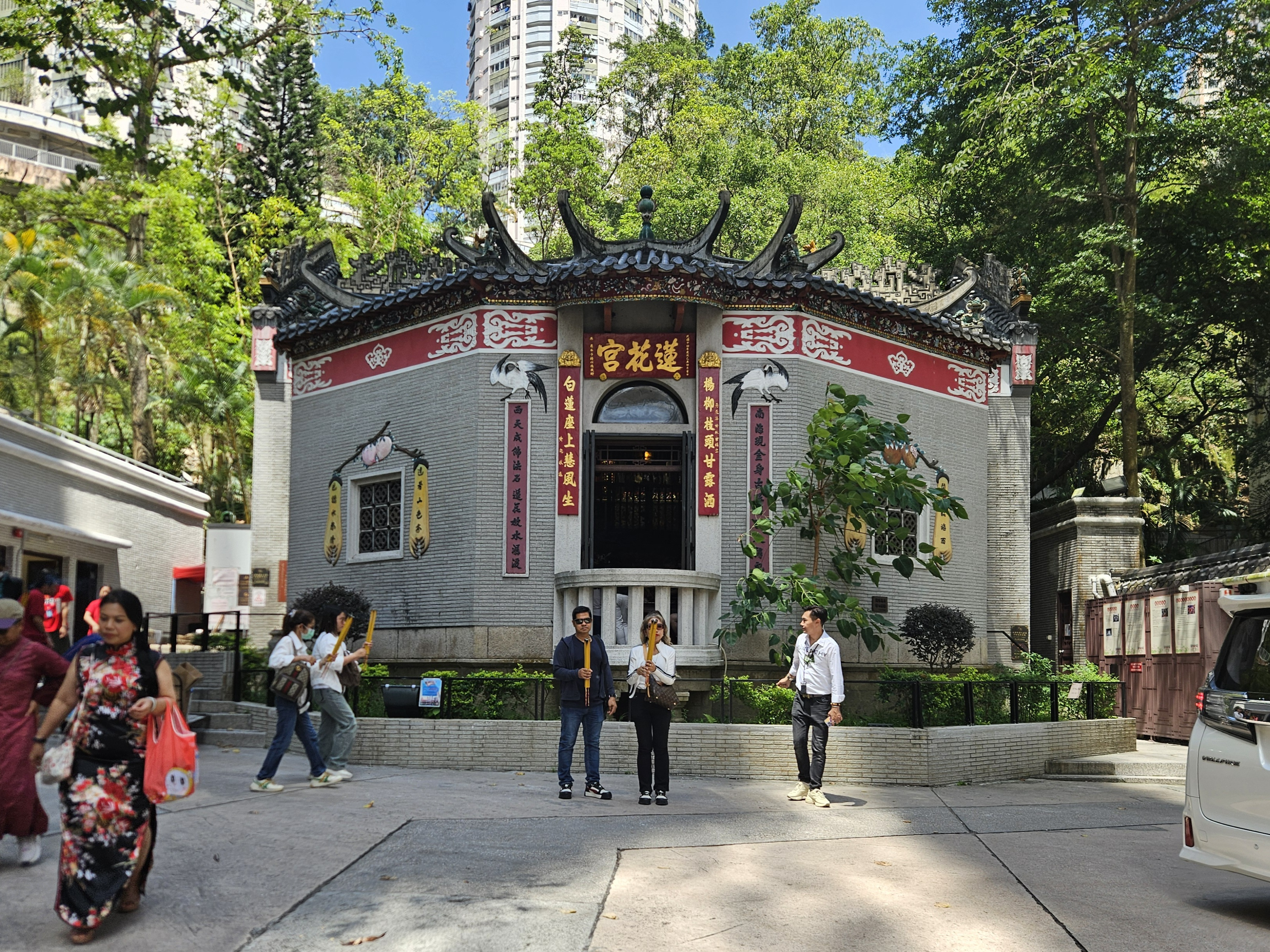
大坑蓮花宮，後為勵德邨

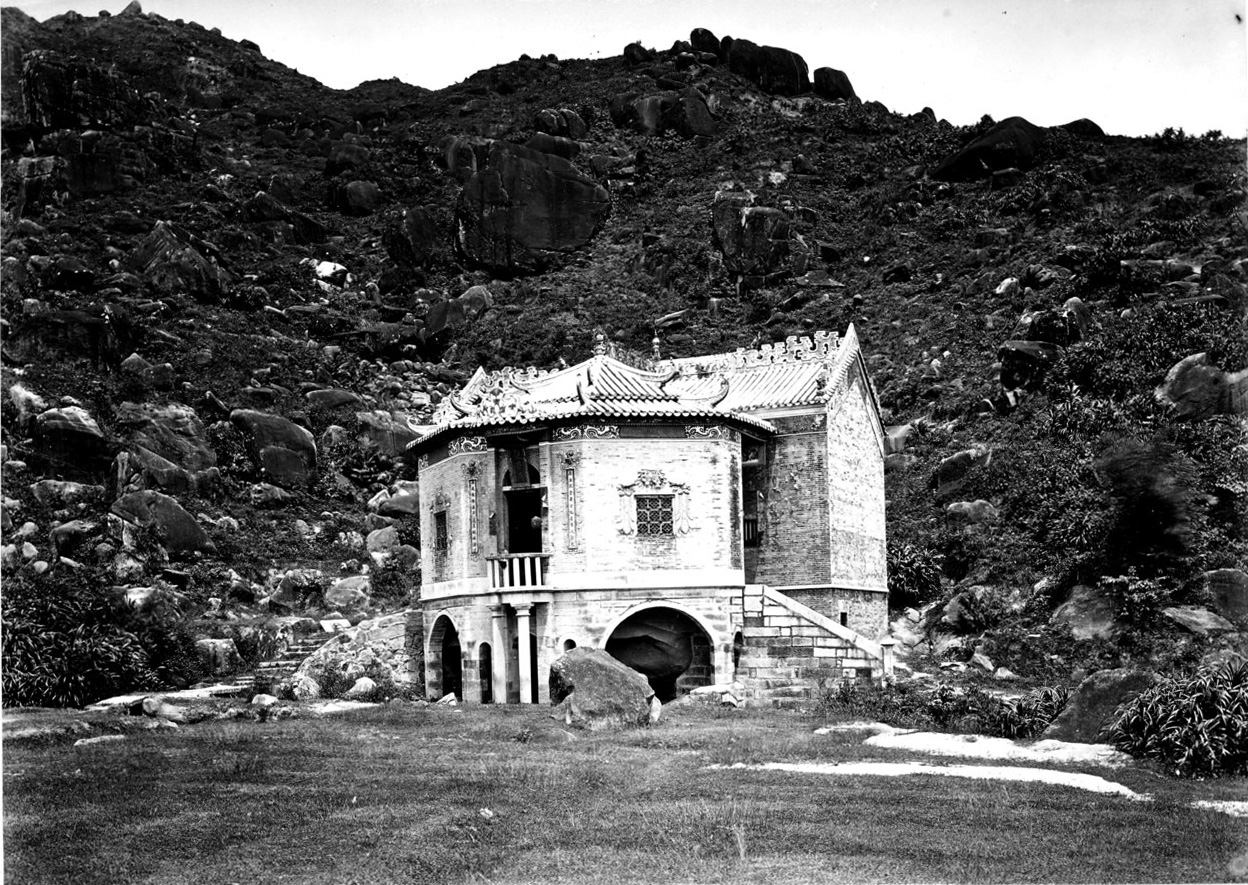
1870年代之大坑蓮花宮

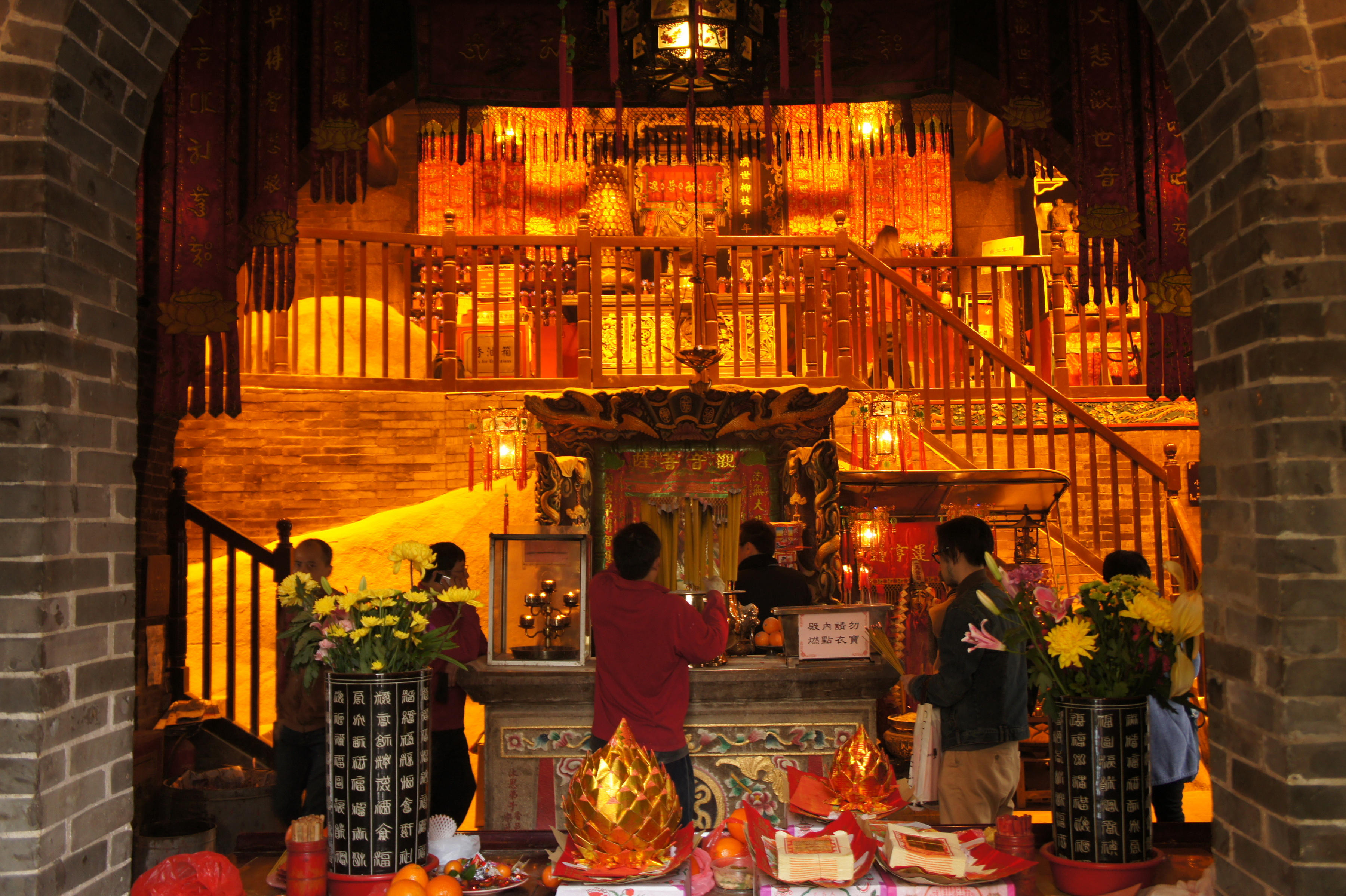
大坑蓮花宮的主殿

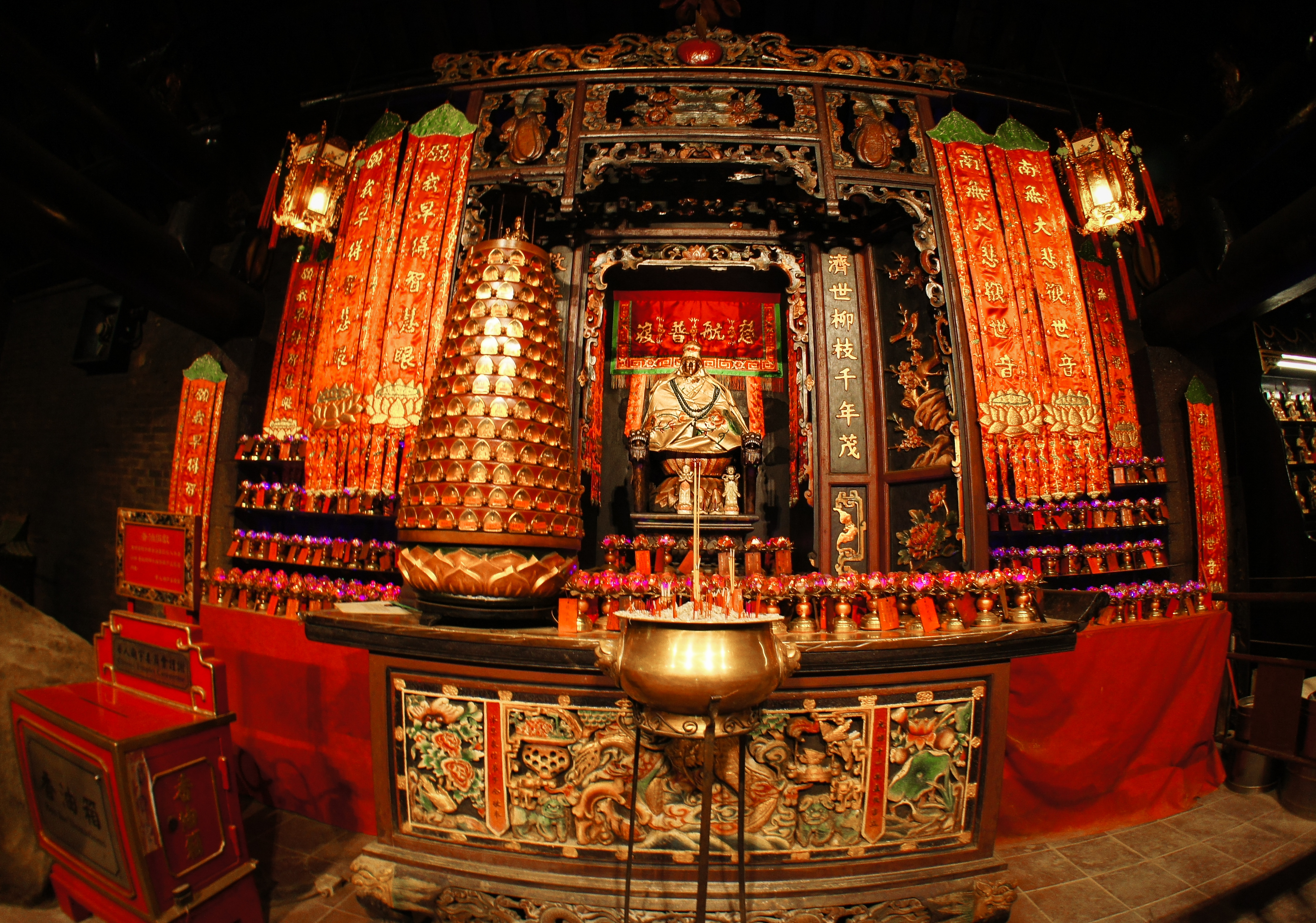
蓮花宮内供奉的觀音大士

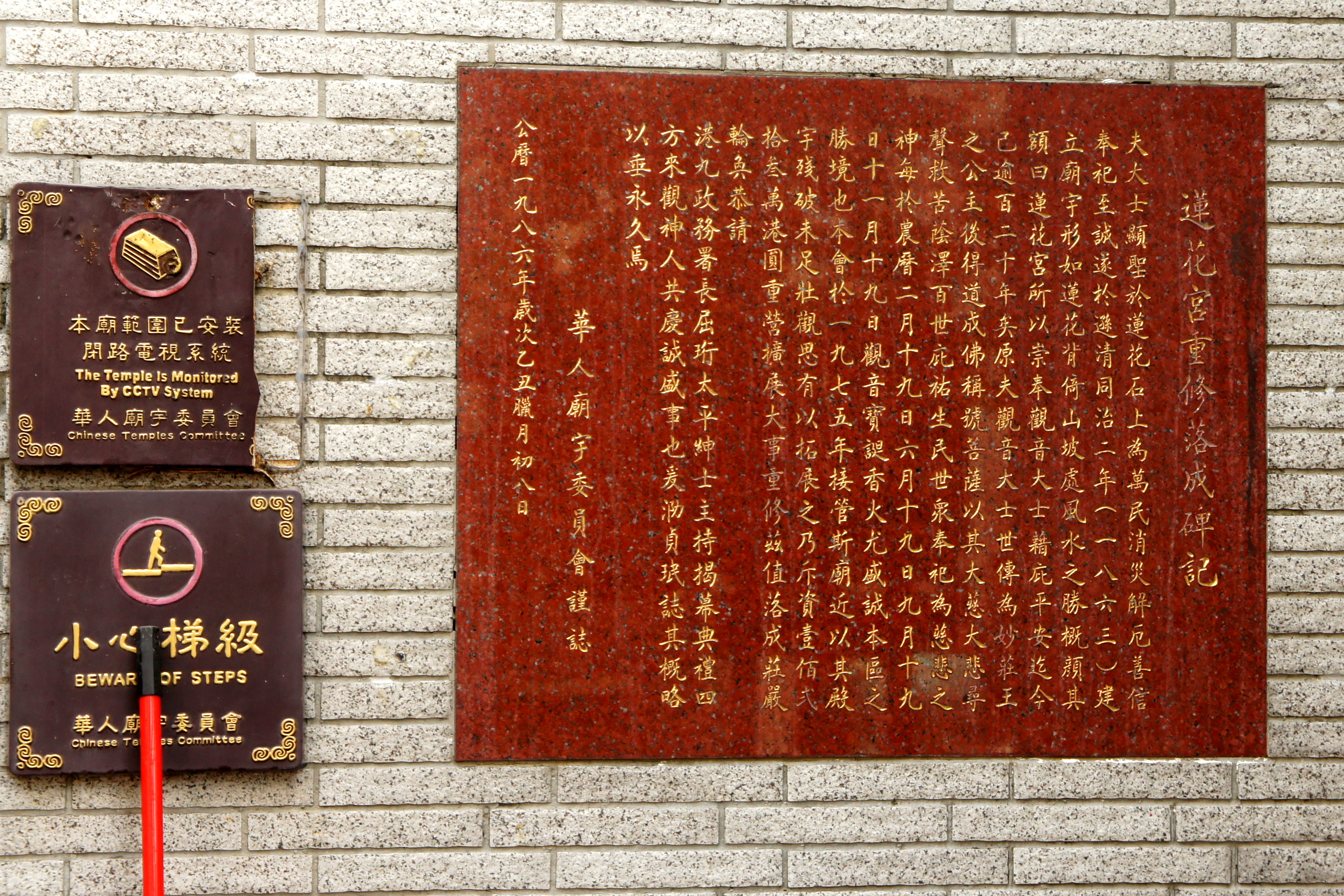
蓮花宮重修落成碑記

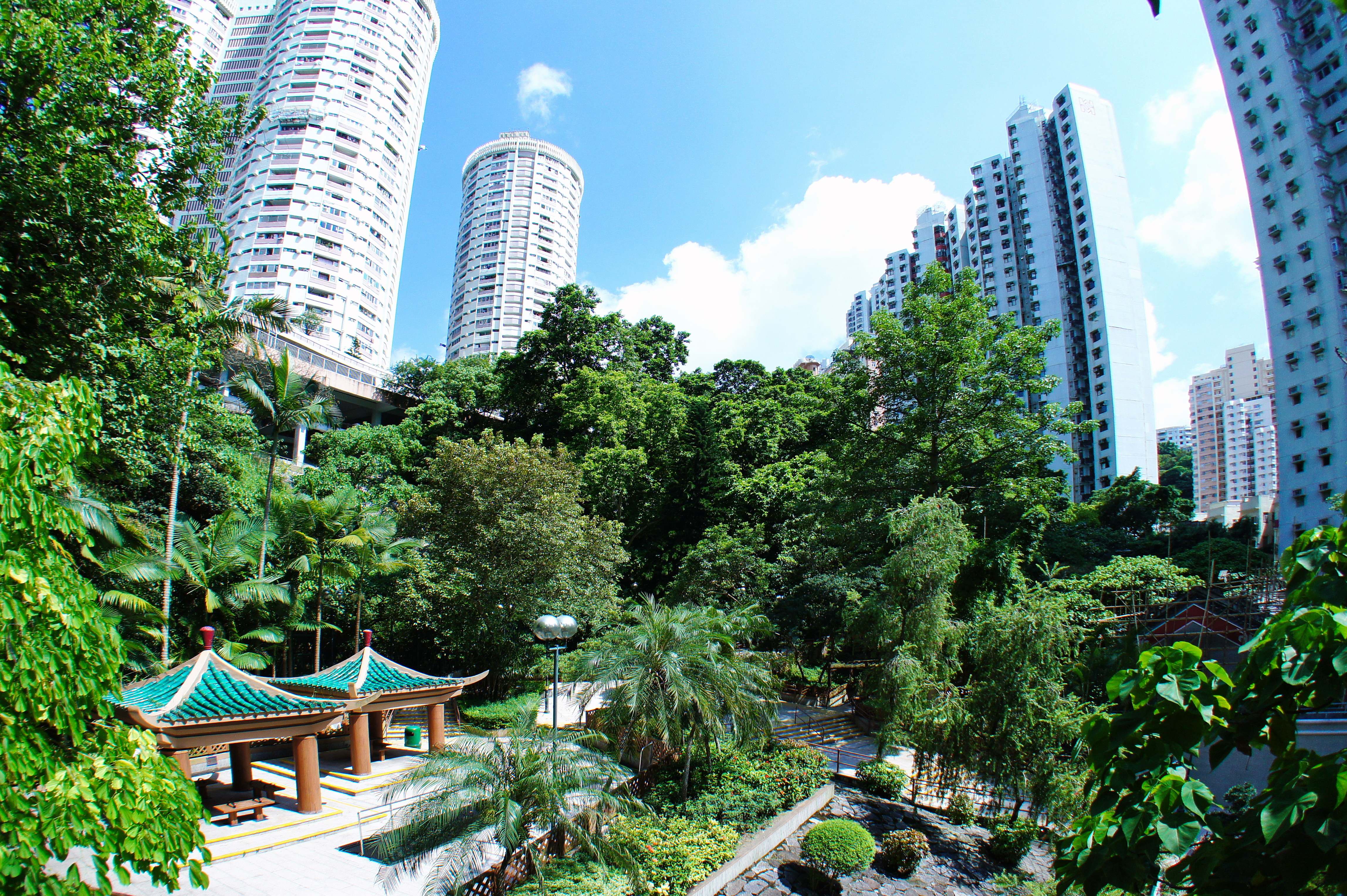
位於蓮花宮東面後方的蓮花宮公園

蓮花宮（英語：Lin Fa Kung，又稱 大坑蓮花宮）是香港一所觀音廟宇，位於香港島大坑蓮花宮西街，2014年10月24日被列為香港法定古蹟。

## 歷史
蓮花宮建於清朝道光二十六年（1846年），並於同治二年（1863年）重建成今貌。蓮花宮原本是曾氏家族的私人產業。1960年代因管理不善，一度成為區內罪案溫床。直至1975年，廟宇才移交給華人廟宇委員會管理，並於1986年進行修葺。
蓮花宮的建成相傳是觀音大使曾在該處顯靈，祝福當地的鄉郊漁民，而觀音大使亦是坐在蓮花上下凡，所以那裏的村民建了一座廟來供奉觀音大使，祈求保佑出海作業平安收穫，在傳說中，觀音貴為大慈大悲的菩薩，是「南海的守護神」，所以凡出海捕魚的漁民，都會把信仰建構在觀音與保佑生活安定之間。從歷史考究而言，蓮花宮的源起可追溯至廟內的一座銅鐘，該銅鐘贈送自一個清朝的官吏鄧貴清，詳盡沒有考證建廟年份，以目前的考究顯出最早的蓮花宮起源。

## 建築
蓮花宮的建築設計，揉合了傳統中國建築特色與香港本地文化，其裝飾設計也富有中國建築風格。特別的是，蓮花宮的前半部建於一個平台上，以10至12呎高的支柱支撐。後半部則處於一塊巨石之上，部份被廟內的外牆所遮擋。
蓮花宮的天花刻有以龍為主題的壁畫，相信與大坑舞火龍有關。另一方面，蓮花宮內燃點了數百枝蓮花燈，以切合廟宇名稱。

## 節慶
農曆2月19日（觀音誕）、6月19日、9月19日

## 外部参考
- 華人廟宇委員會: 大坑 蓮花宮 (蓮花街) （页面存档备份，存于）